# Edward John Trelawny

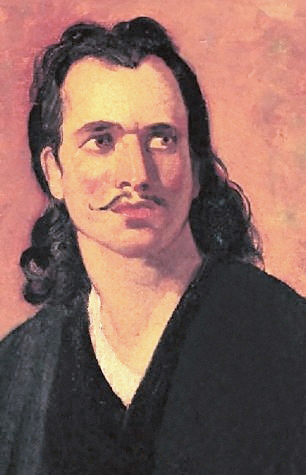
Edward John Trelawny, Porträt von Joseph Severn, 1830

Edward John Trelawny (* 13. November 1792 in Cornwall; † 13. August 1881 in Sompting), aus einer alten walisischen Familie des Landadels stammend, war ein englischer Seemann, Abenteurer, Biograph und Schriftsteller. Mit den romantischen Dichtern Percy Bysshe Shelley und Lord Byron verband ihn eine Freundschaft.

## Leben

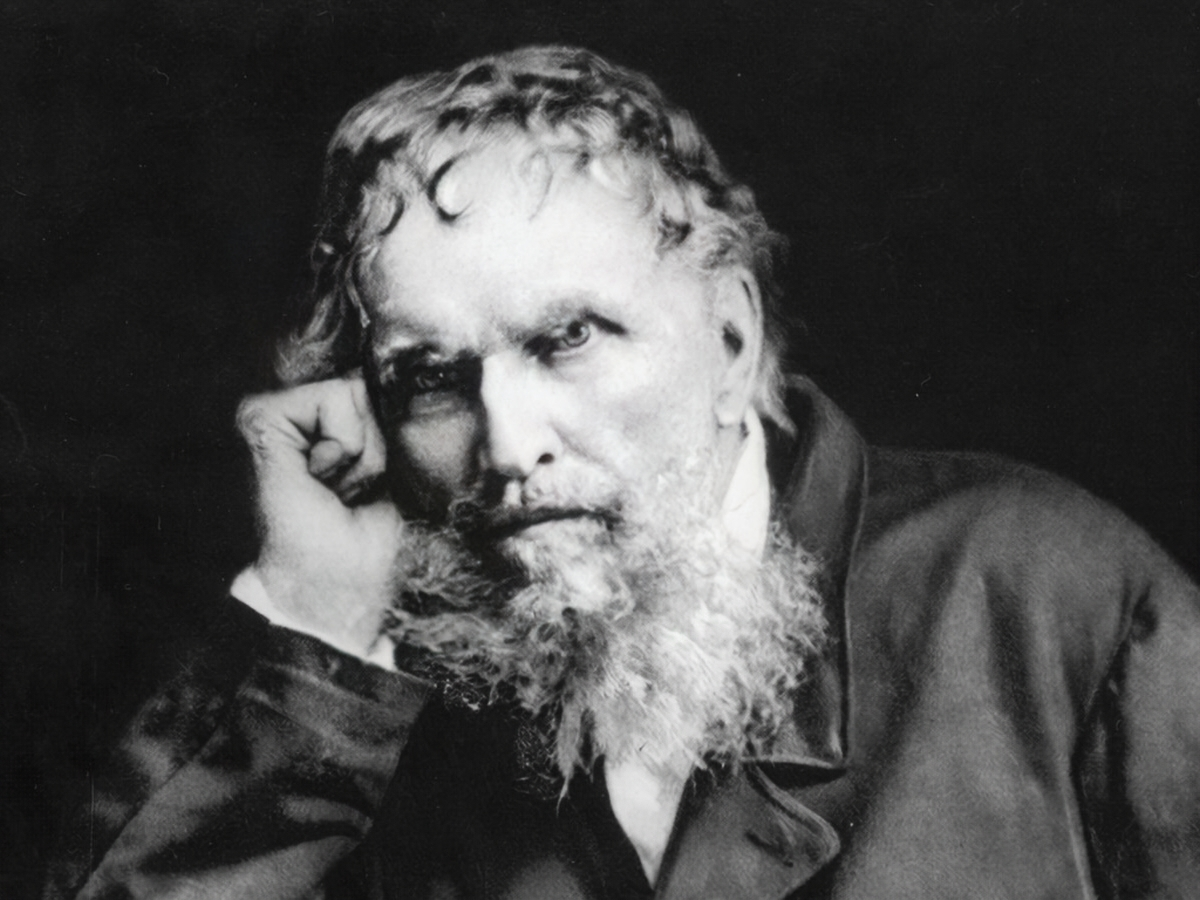
Edward John Trelawny um 1860

Im Alter von knapp 13 Jahren trat er als Midshipman in die Royal Navy ein. Angeblich desertierte er während einer Reise in Bombay und führte fortan ein Leben als Korsar im Indischen Ozean. Tatsächlich aber wurde er am 18. August 1812 ehrenhaft aus der Marine entlassen. 1813 heiratete er gegen den Willen seiner und ihrer Eltern die schöne und „wohlerzogene“ Caroline Addison; aus der Ehe gingen zwei Töchter hervor, die Ehe aber scheiterte. Sie verließ ihn 1816 für einen Mann, der doppelt so alt war wie sie, einen gewissen Kapitän Coleman. Londons Klatschpresse berichtete über den Vorgang, und Trelawny fühlte sich erniedrigt, verließ England 1819 und ging in die Schweiz. Er bezeichnete sich ab jetzt, ausgestattet mit ansehnlichen Privateinkünften, als “Captain Edward Trelawny, Royal Navy, Retired”. 1822 führte ihn sein Freund Edward Ellerker Williams, der noch im gleichen Jahr mit Percy Bysshe Shelley bei einem gemeinsamen Bootsausflug ums Leben kam, in den Freundeszirkel in Pisa ein, dem auch Lord Byron angehörte. Nachdem die Leichen Shelleys und Williams’ an Land gespült und zunächst notdürftig am Strand mit Sand bedeckt worden waren, kümmerte sich Trelawny nach der Freigabe der Toten durch die italienischen Behörden um deren weiteres Schicksal. Am Strand in der Nähe von Viareggio schichtete er Pinienholz zu einem Scheiterhaufen auf und verbrannte zuerst die Leiche Williams’ und tags darauf im Beisein mehrerer Personen, darunter auch Lord Byron und Leigh Hunt, diejenige Shelleys. Trelawny sorgte später dafür, dass Shelleys Asche auf dem Protestantischen Friedhof (Cimitero Acattolico) in Rom beigesetzt wurde. Die Asche Williams’ übergab er dessen Frau Jane; die Urne wurde erst nach deren Tod in ihrem Grab auf dem Kensal-Friedhof in London beigesetzt. Trelawny selber folgte Byron nach Griechenland und beteiligte sich gemeinsam mit diesem am griechischen Befreiungskampf gegen die Türken. Auch hier nahm er sich der Leiche Byrons an, als dieser in Missolonghi gestorben war.
Verheiratet war Trelawny während seines Aufenthaltes in Griechenland angeblich mit Tersitsa, der 13-jährigen Halbschwester des Odysseas Androutsos, eines der prominentesten Kämpfer im griechischen Freiheitskampf.
1828 kehrte er nach England zurück, wo er die Stiefschwestern Mary Shelley und Claire Clairmont besuchte. Sein Verhältnis zu Mary, die von ihm das Bild eines ungebildeten Flegels zeichnete, verschlechterte sich zunehmend und als er eine Biographie über ihren Mann schreiben wollte, sie ihm jedoch den Zugang zu Briefen und sonstigen Dokumenten verweigerte, war die Entfremdung vollkommen. Über ihren Tod hinaus verfolgte er sie mit bissigen Kommentaren. In England war Trelawny durch seine Erlebnisberichte ein bekannter Mann. Er bewegte sich in der Welt der Politik und Gesellschaft, bis er dieses Lebens überdrüssig wurde und sich in die Kleinstadt Sompting an der Südküste Englands zurückzog, wo er mit seiner Tochter Laetitia zusammen lebte. Dort malte John Everett Millais den 78-Jährigen als alten Seebären für sein Bild The North-West Passage.

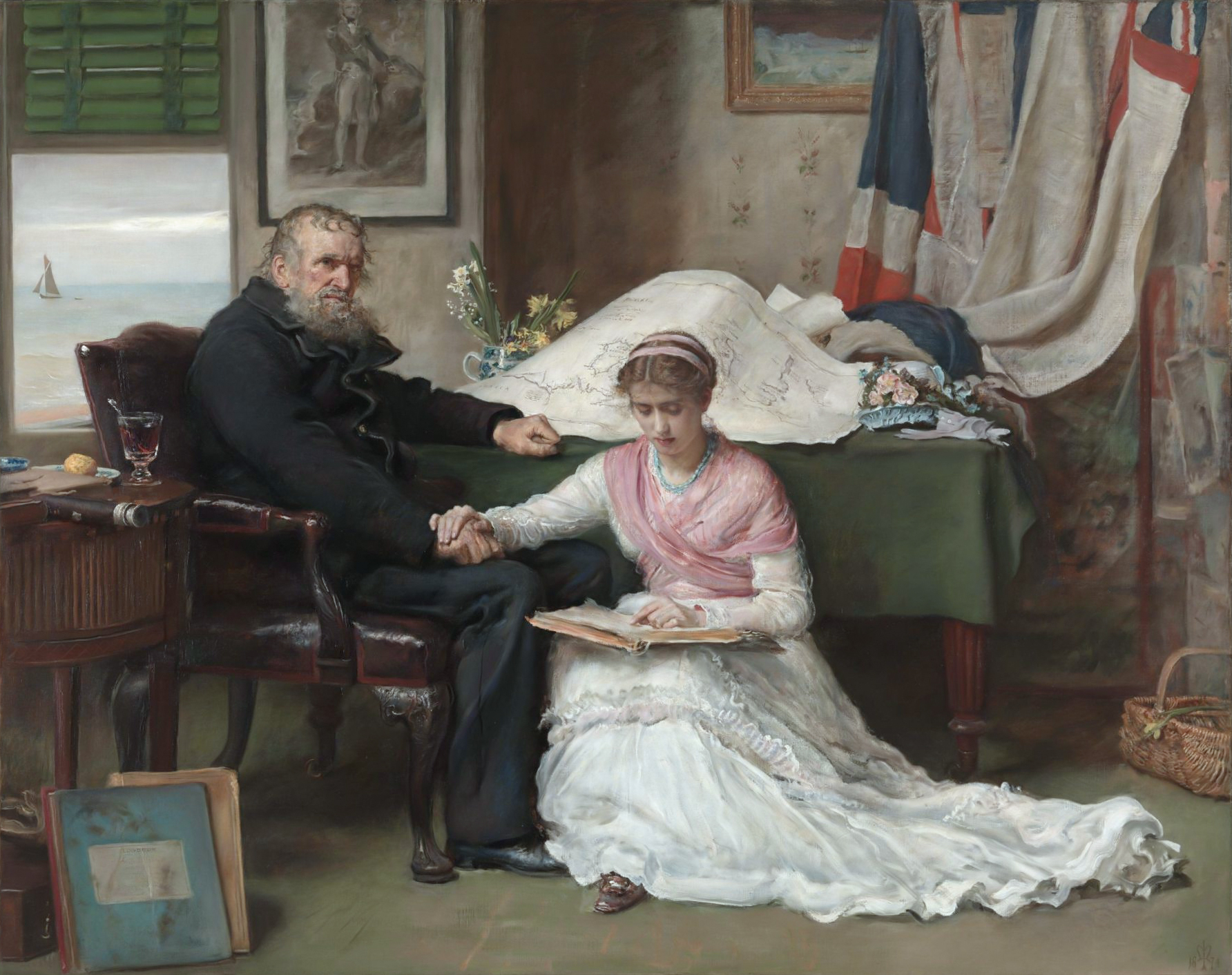
John Everett Millais: The North-West Passage (1874)

Edward John Trelawnys Asche wurde in einer neben der seines Freundes Shelley liegenden Grabstätte in Rom auf dem Friedhof an der Cestiuspyramide (Cimitero Acattolico im Stadtteil Testaccio) beigesetzt, die er bereits 1822 erworben hatte.

## Werk
- Ich war Pirat; Titel des englischen Originals: Adventures of a younger son. Werner Dietsch Verlag / Leipzig Aus dem Englischen übertragen und bearbeitet von Dr. Karl Konrad 1938